# 예형수
예형수(1952년 ~)는 롯데 자이언트에서 뛰었던 전 야구 선수다.

## 출신 학교
- 배문고등학교
- 고려대학교

## 같이 보기
- 1976년 롯데 자이언트 시즌